# AS Cisco Roma
Az Associazione Sportiva Cisco Roma egy olasz labdarúgóklub, melynek székhelye Rómában, Lazióban van. A klubot 2004-ben alapították meg, miután egyesült az A.S. Lodigiani és a Cisco Calcio Roma. A Cisco Roma a 2004/05-ös szezonban a Serie C2/B-ben játszott A.S. Cisco Lodigiani-ként, jelenleg a Serie C2/C-ben szerepelnek. A csapatszínek piros és fehér.
Az A.S. Lodigiani arról volt ismert, hogy az egyik legnagyszerűbb olasz utánpótlásképző rendszere volt olyan játékosokkal, mint Luigi Apolloni, Valerio Fiori, Emiliano Moretti és Francesco Totti. A Cisco Roma folytatni akarja az utánpótlásnevelés magas színvonalának tartását.
A Cisco Roma a 2006/2007-es idényt feljutási célokkal kezdte, miután leszerződtek a korábbi Celtic, Sheffield Wednesday, West Ham, Charlton és Lazio sztár Paolo Di Canioval; 2. helyen végeztek a Serie C2/C-ben, de elveszítették a Reggiana elleni rájátszás elődöntőjét, ami a feljutást döntötte el.

## Jelenlegi keret
2007. október 25. szerint.
| # |         | Poszt | Név                          |
| - | ------- | ----- | ---------------------------- |
|   | olasz   | K     | Umberto Improta              |
|   | olasz   | K     | Silvio Lafuenti              |
|   | olasz   | K     | Christian Paoletti           |
|   | olasz   | K     | Gianluca Vivan               |
|   | olasz   | V     | Marco Angeletti              |
|   | olasz   | V     | Lorenzo Collacchioni         |
|   | olasz   | V     | Andrea Cottini               |
|   | olasz   | V     | Luca Ferri                   |
|   | olasz   | V     | Giovanni Formiconi           |
|   | francia | V     | Steeve Joseph-Reinette       |
|   | olasz   | V     | Emanuele Padella             |
|   | olasz   | V     | Giorgio Santarelli           |
|   | olasz   | V     | Alessandro Zamperini         |
|   | francia | KP    | Frédéric Advice-Desriusseaux |
|   | olasz   | KP    | Alessandro Alessandrì        |

| # |       | Poszt | Név                           |
| - | ----- | ----- | ----------------------------- |
|   | olasz | KP    | Paltemio Barbetti             |
|   | olasz | KP    | Daniele Bianchi               |
|   | olasz | KP    | Claudio Costanzo              |
|   | olasz | KP    | Davide Drascek                |
|   | olasz | KP    | Orlando Fanasca               |
|   | olasz | KP    | Alessandro Manni              |
|   | olasz | KP    | Andrea Mazzarani              |
|   | olasz | KP    | Giancarlo Pantano             |
|   | olasz | KP    | Alessandro Riolo              |
|   | málta | CS    | Daniel Bogdanović             |
|   | olasz | CS    | Massimo Borgobello            |
|   | olasz | CS    | Paolo Di Canio                |
|   | olasz | CS    | Vincenzo Patrick Guglielmelli |
|   | olasz | CS    | Alessandro Morbidelli         |
|   | olasz | CS    | Keivan Zarineh                |

## Híres korábbi játékosok
- Luigi Apolloni (ifjúsági keret)
- David Di Michele
- Valerio Fiori (ifjúsági keret)
- Emiliano Moretti (ifjúsági keret)
- Andrea Silenzi
- Luca Toni
- Francesco Totti (ifjúsági keret)